# Тритоны

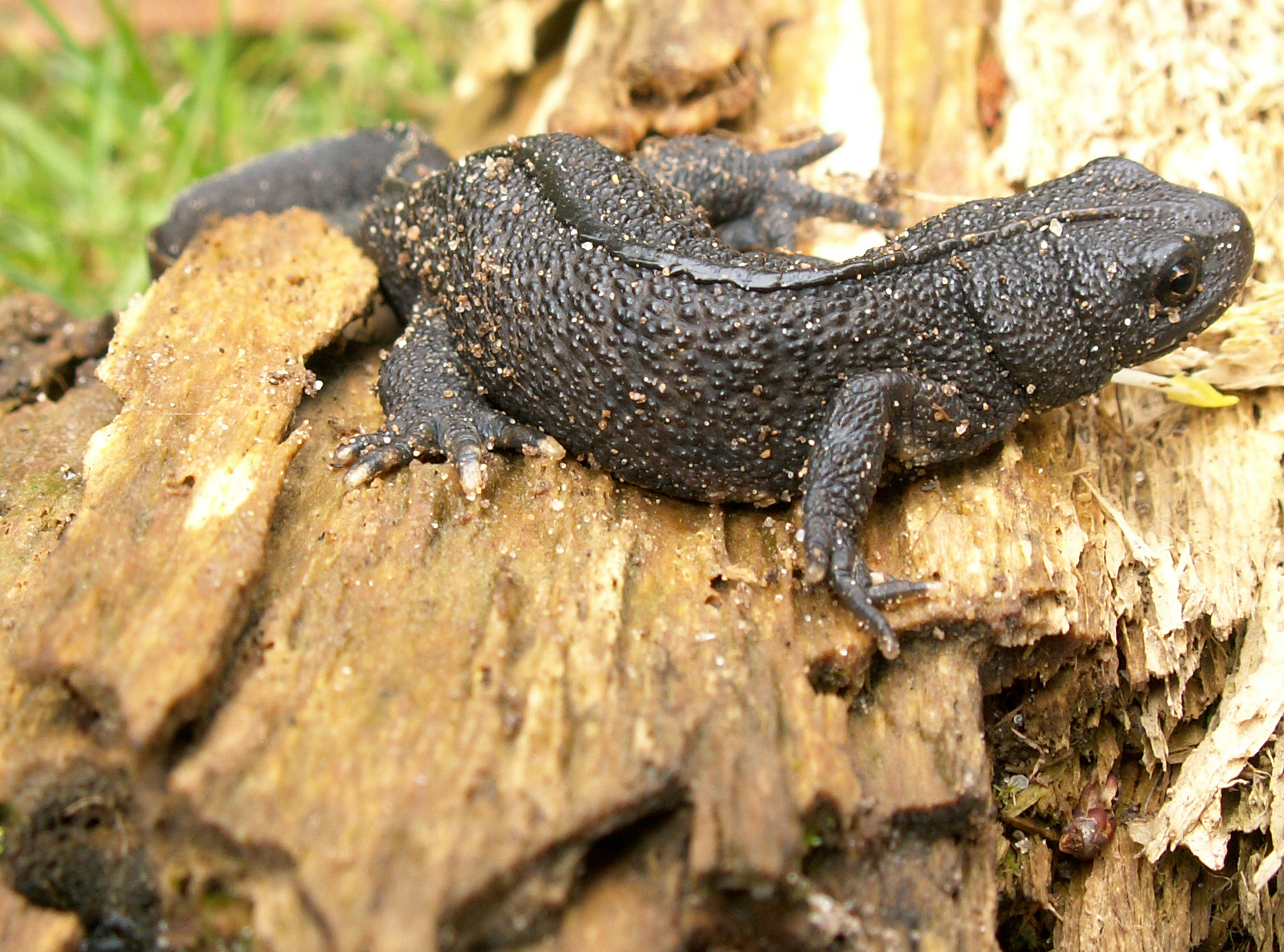
Серопятнистый тритон (Triturus carnifex)

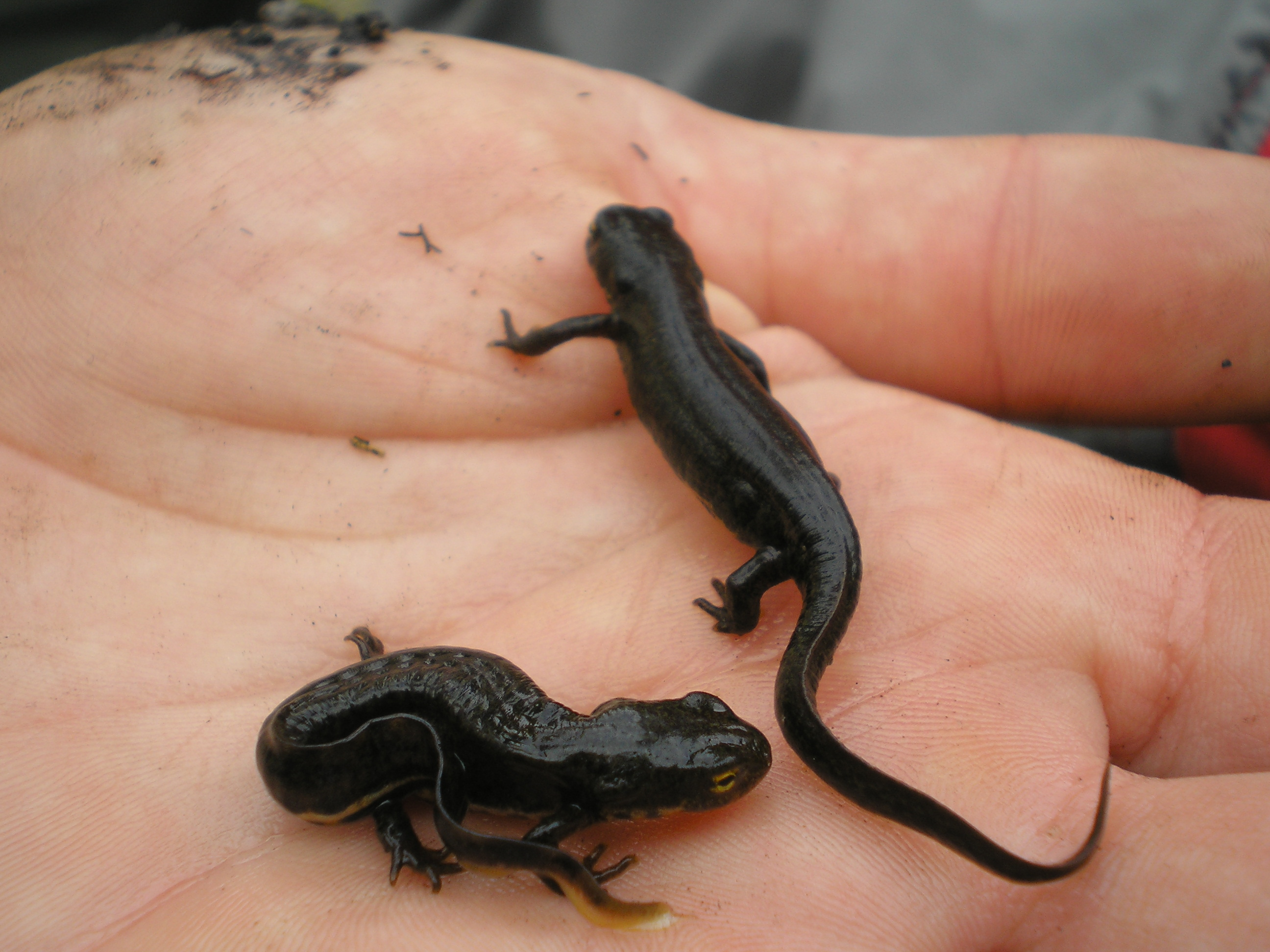
Испанский тритон (Lissotriton boscai)

Трито́ны — общее название группы животных отряда хвостатых земноводных. Понятие «тритон» в широком смысле не имеет определённой систематической привязки, это слово может встречаться в названиях животных из разных семейств (Salamandridae, Hynobiidae, Plethodontidae). Обычно, хоть и не всегда, «тритонами» называют водных представителей, а «саламандрами» — сухопутных.
- Тритоны в узком смысле — это подсемейство Pleurodelinae семейства настоящих саламандр (Salamandridae), включающее следующие роды:
  - род пиренейские горные тритоны (Calotriton)
  - род восточноазиатские тритоны (Cynops)
  - род аллигаторовые тритоны (Echinotriton)
  - род горные тритоны (Euproctus)
  - род гладкие тритоны (Lissotriton)
  - род альпийские тритоны (Mesotriton)
  - род переднеазиатские тритоны (Neurergus)
  - род восточноамериканские тритоны (Notophthalmus)
    - вид чернопятнистый тритон (Notophthalmus meridionalis Cope, 1880)
    - вид полосатый тритон (Notophthalmus perstriatus Bishop, 1941)
    - вид зеленоватый тритон (Notophthalmus viridescens Rafinesque, 1820)

  - род малоазиатские тритоны (Ommatotriton)
  - род коротконогие тритоны (Pachytriton)
  - род бородавчатые тритоны (парамезотритоны) (Paramesotriton)
  - род ребристые (иглистые, испанские) тритоны (Pleurodeles)
  - род западноамериканские тритоны (Taricha)
  - род тритоны (Triturus)
  - род крокодиловые тритоны (Tylototriton)
- Тритоны из семейства Plethodontidae:
  - род ложные тритоны (Pseudotriton)
- Тритоны из семейства углозубов (Hynobiidae):
  - род дальневосточные (безлёгочные) тритоны (Onychodactylus)

Тритоны обитают в Северной Америке, Европе и Азии.
Тритоны ведут как водный, так и наземный образ жизни и обладают способностью к регенерации - частичному или полному восстановлению тканей, либо частей тела.
Некоторые виды тритонов (малоазиатский тритон, тритон Карелина, обыкновенный тритон Ланца, уссурийский когтистый тритон) занесены в Красную книгу России.